# Place Adrien-Oudin
La place Adrien-Oudin est une place du 9e arrondissement de Paris.

## Situation et accès
Elle occupe une partie de la rue Taitbout et de la rue du Helder.

## Origine du nom

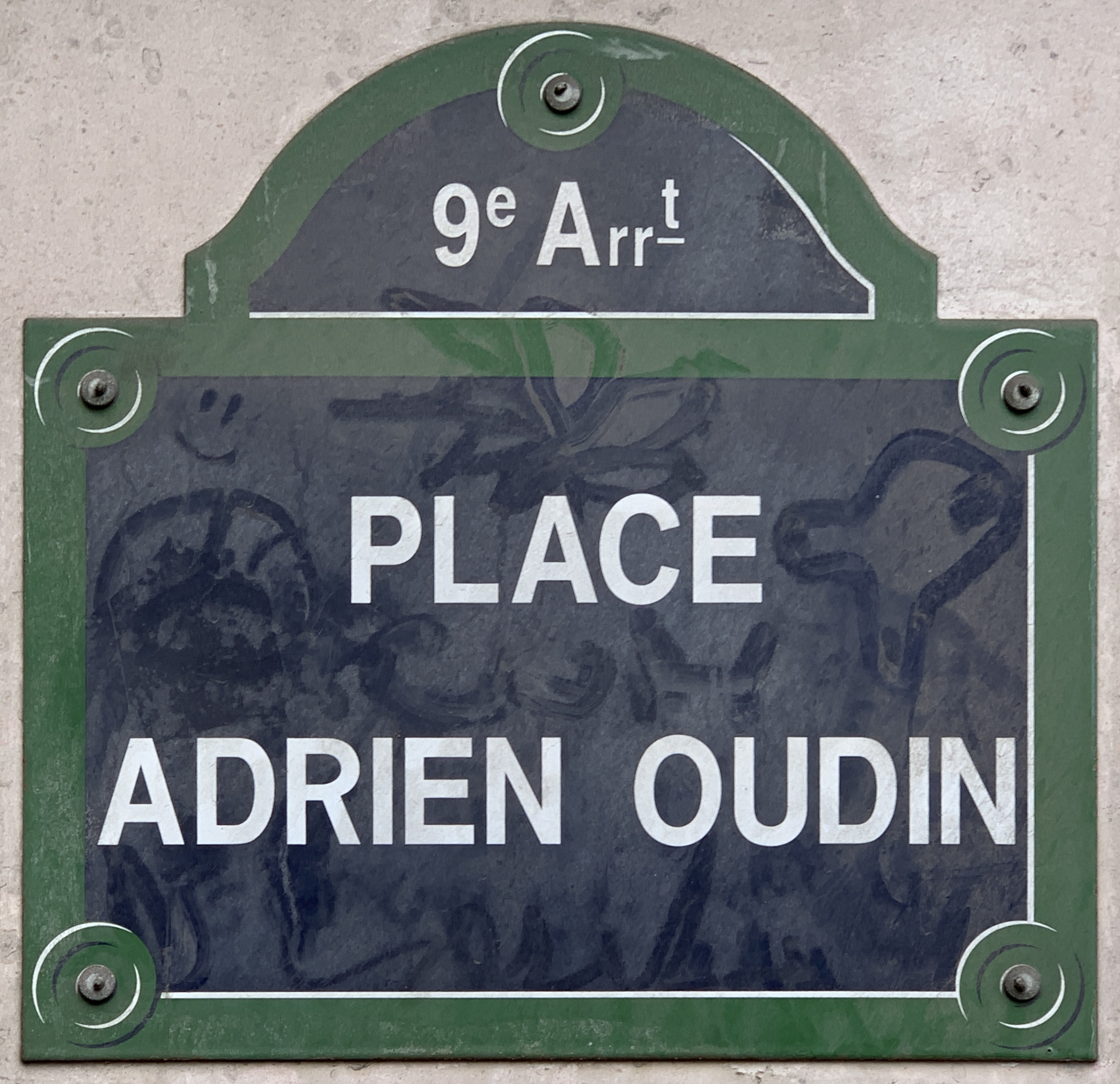
Plaque de la place.

Elle porte le nom d'Adrien Oudin (1873-1934), député, conseiller municipal du quartier.

## Historique
La place est créée et prend sa dénomination actuelle en 1935 sur l'emprise d'une partie des rues Taitbout et du Helder.